# Nomos Glashütte
Nomos Glashütte/SA è una manifattura orologiaia tedesca con sede a Glashütte in Sassonia che produce e distribuisce orologi meccanici sia a carica manuale sia, a partire dal 2015, a carica automatica.

## Storia

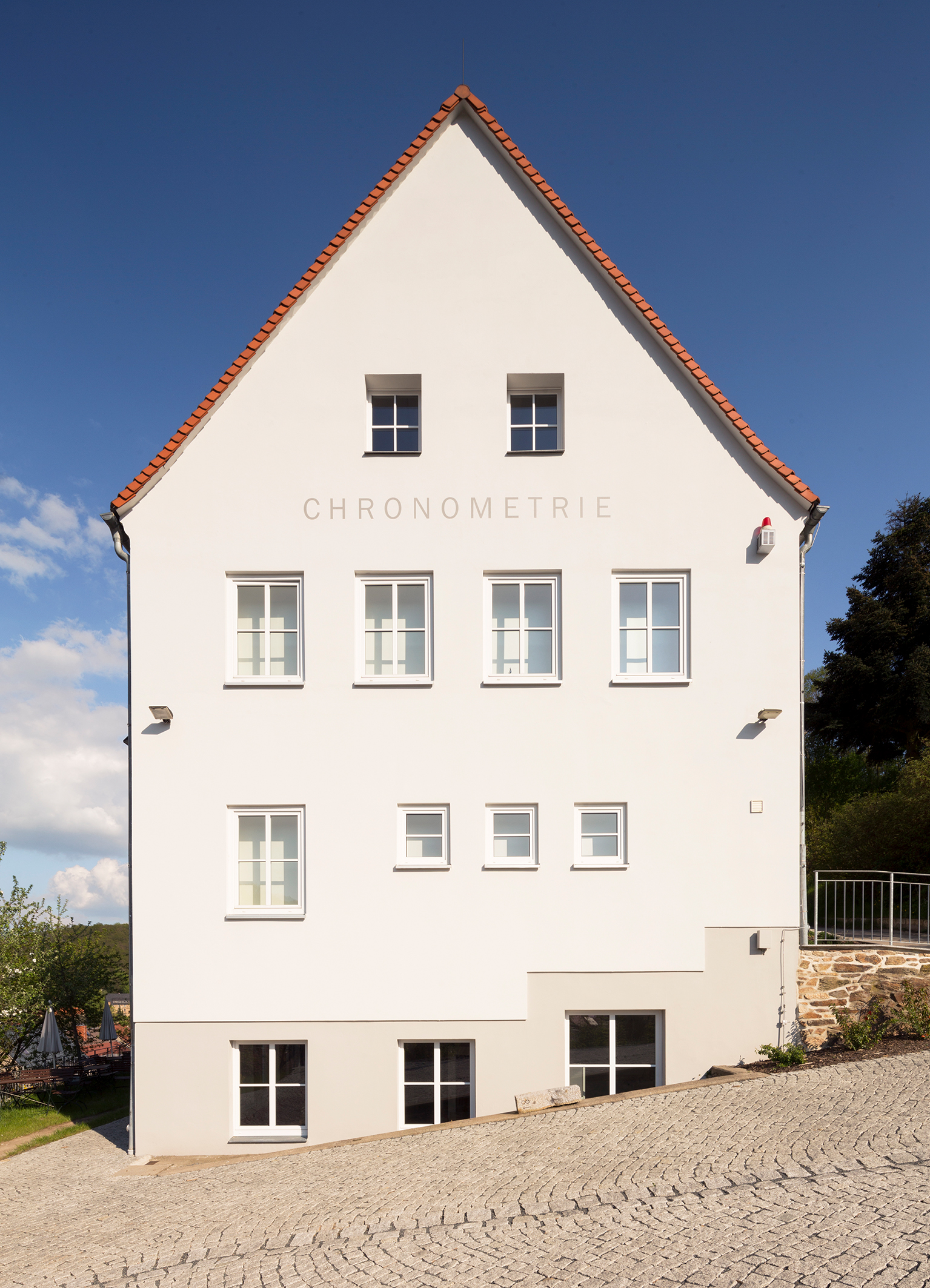
„Chronometrie“ in alto sulla collina „Erbenhang“ di Glashütte

Nel 1990 Roland Schwertner di Düsseldorf, esperto informatico e fotografo, fece registrare il marchio NOMOS Glashütte/SA. La società è diretta da Uwe Ahrendt, socio gerente e responsabile della produzione a Glashütte, Judith Borowski, socio responsabile del marchio e del design e dal fondatore Roland Schwertner che ancora oggi ricopre il ruolo di direttore del reparto vendite.

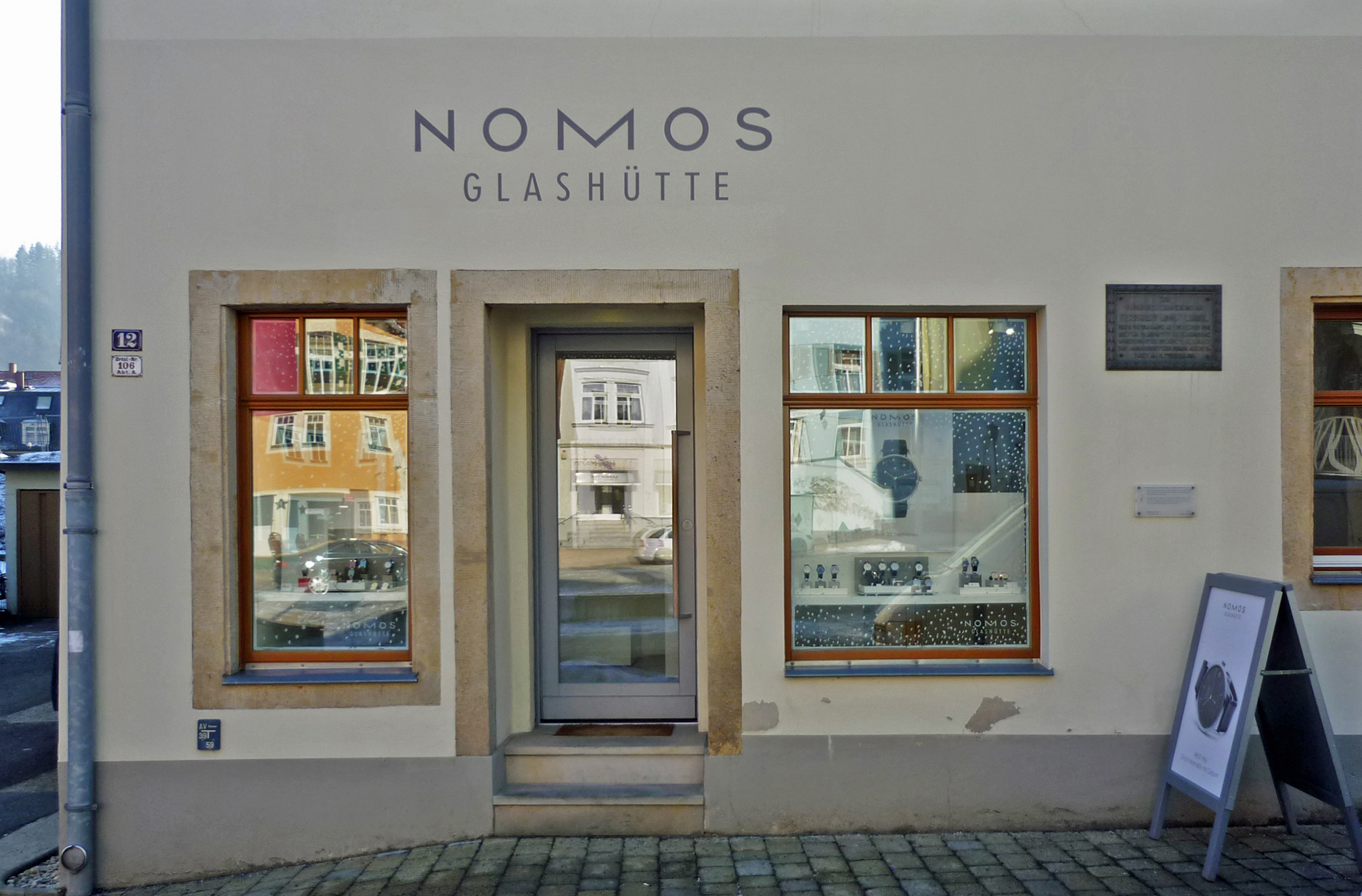
„Kaufhaus“, il negozio NOMOS a Glashütte nella casa di fondazione di A. Lange & Söhne

Nel 2005 fu presentato il primo calibro automatico in-house, e NOMOS Glashütte diventò manifattura. Da allora tutti i calibri sono costruiti e montati in loco.
La sede della manifattura orologiaia è a Glashütte, cittadina sassone dal ricco patrimonio storico, sinonimo dell'alta orologeria. La denominazione d’origine "Glashütte" è tutelata per legge: perché ad un orologio si possa aggiungere la dicitura "Glashütte", il produttore deve realizzare almeno il 50 percento dei componenti del calibro in loco. Nomos Glashütte ne produce fino al 95 percento a Glashütte.
Nomos Glashütte ha tre sedi nella cittadina sassone. Nell’ex edificio della stazione ferroviaria si trova il reparto amministrativo, nella cosiddetta Chronometrie, uno stabilimento in alto sulla collina chiamata "Erbenhang", lavora una gran parte degli orologiai dipendenti. Nel settembre del 2017 fu poi inaugurato il nuovo stabilimento produttivo a Schlottwitz, un quartiere di Glashütte.
Nomos Glashütte è membro del Deutscher Werkbund, l’associazione tedesca che ha preceduto il movimento Bauhaus. Essa rappresenta gli interessi delle imprese che uniscono il lavoro manuale alla produzione industriale e al design con funzionalità.

## I modelli
Nel 1992 Nomos Glashütte presentò quattro modelli di base: Tangente, Orion, Ludwig e Tetra, seguiti dai modelli Tangomat (2005), Club (2007), Zürich (2009), Ahoi (2013), Metro (2014), Minimatik (2015) e Autobahn (2018). Nel 2013 furono presentati Lambda e Lux, due segnatempo d’alta orologeria in oro.

## I calibri

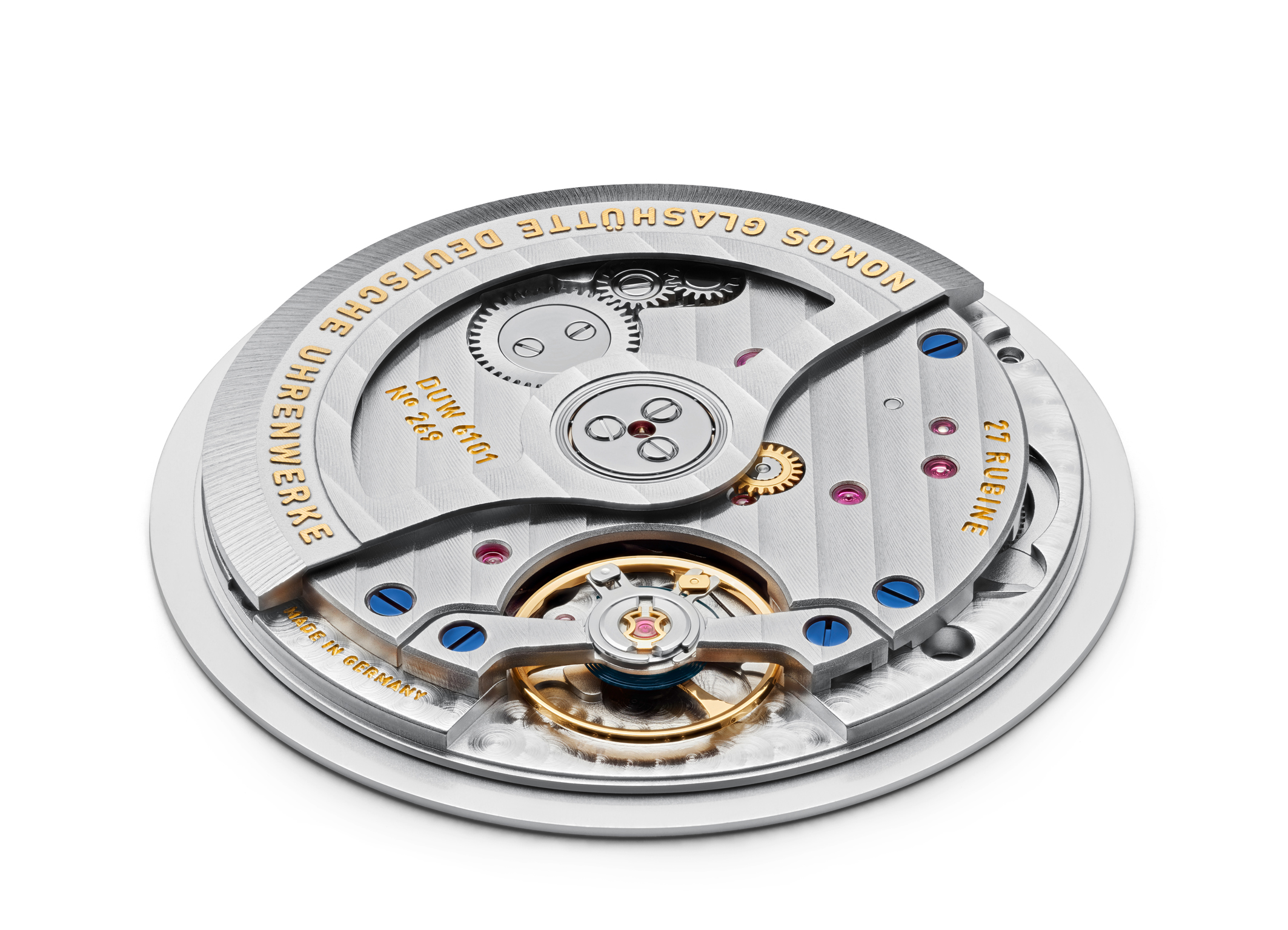
Calibro automatico NOMOS neomatik datario (DUW 6101)

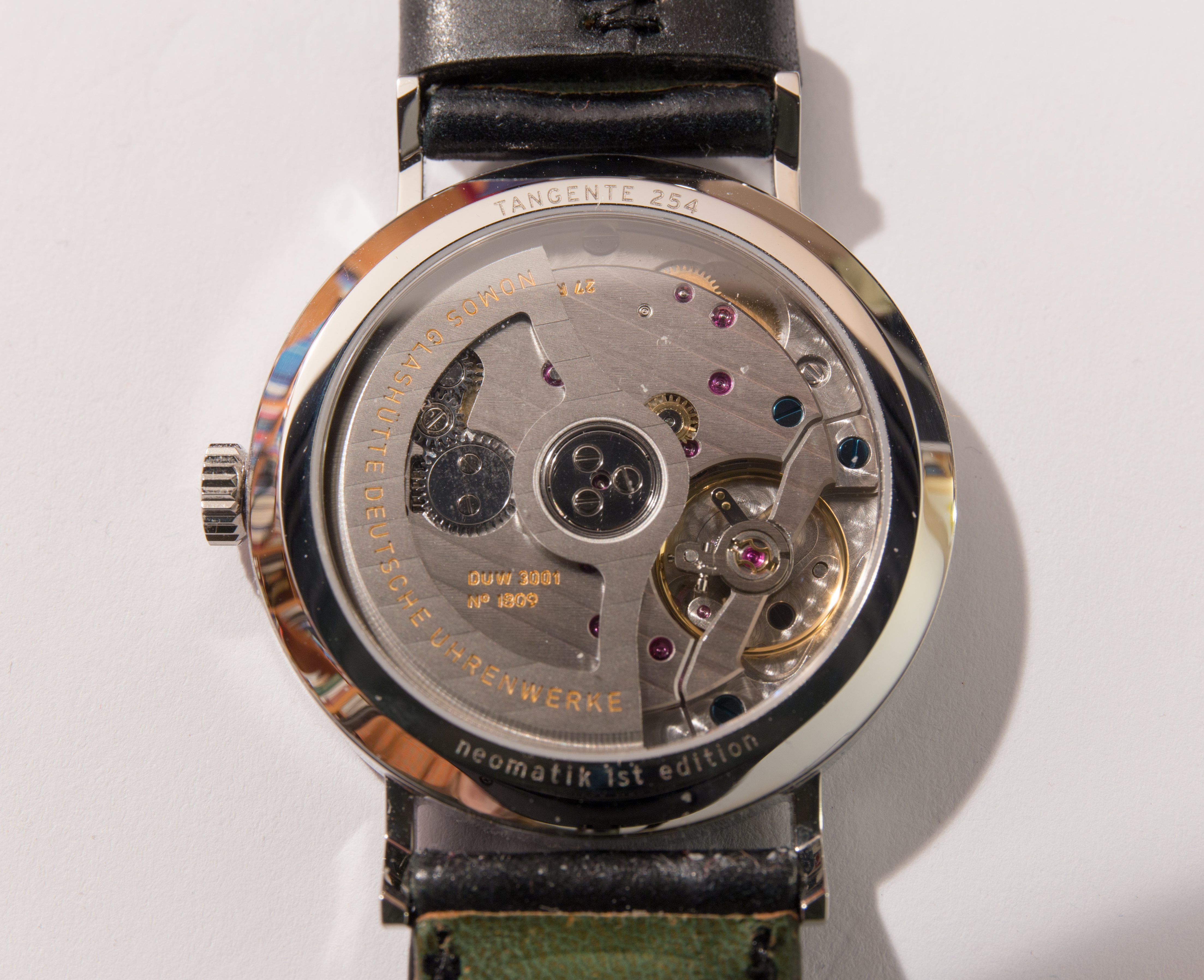
Calibro automatico NOMOS neomatik (DUW 3001)

Dall’aprile del 2005 Nomos Glashütte monta soltanto calibri prodotti in-house, i cui componenti derivano quasi tutti dalla manifattura. Dal 2015 in poi questi calibri sono successivamente allestiti dello scappamento proprietario (Nomos Swing-System) e portano la denominazione DUW Deutsche Uhrenwerke.
Il calibro più recente, DUW 6101, fu lanciato nel 2018. Porta la denominazione "neomatik datario". "neomatik" è sinonimo di calibri automatici particolarmente sottili, riprogettati da cima a fondo dalla manifattura, come anche il DUW 3001 presentato nel 2015.

### I movimenti a carica manuale
- Alpha (movimento a carica manuale)
- DUW 1001 (movimento a carica manuale con riserva di carica fino a 84 ore)
- DUW 2002 (movimento di forma a carica manuale e riserva di carica fino a 84 ore)
- DUW 4101 (movimento a carica manuale con datario e Nomos Swing-System)
- DUW 4301 (movimento a carica manuale con indicatore di carica e Nomos Swing-System)
- DUW 4401 (movimento a carica manuale con datario e indicatore di carica e Nomos Swing-System)
- DUW 4601 (movimento a carica manuale, doppio datario con rimessa rapida dalla corona e Nomos Swing-System)

### I movimenti automatici
- Epsilon (movimento automatico)
- Zeta (movimento automatico con datario)
- DUW 5001 (movimento automatico con datario e Nomos Swing-System)
- DUW 5101 (movimento automatico con datario e Nomos Swing-System)
- DUW 5201 (movimento automatico con orario internazionale e Nomos Swing-System)
- DUW 3001 (movimento automatico neomatik, con 3,2 mm di spessore)
- DUW 6101 (movimento automatico neomatik, con 3,6 mm di spessore e datario)

Nomos Glashütte possiede diversi brevetti: per il meccanismo del datario, l’indicatore di carica e lo scappamento.
I movimenti proprietari di Nomos Glashütte sono muniti della tipica platina a tre quarti di Glashütte, sono placcati di rodio, impreziositi dalla rifinitura Glashütte e dal perlage Nomos. Altre particolarità: meccanismo a secondi morti, regolazione fine in sei posizioni, cricco d’arresto Nomos tradizionale di Glashütte; viti blu temperate, finitura a raggi di sole sulla ruota del cricco e sulla ruota della corona. Ulteriori caratteristiche particolari dei calibri DUW 1001 e 2002: regolazione fine a collo di cigno, bilanciere inciso a mano, chatons in oro avvitati, riserva di carica di 84 ore, doppio bariletto, bilanciere compensato con viti.

## Riconoscimenti
Gli orologi Nomos hanno ricevuto più di 150 rinomati premi di design (fino al dicembre 2018), tra cui l’iF Design Award, il Good Design Award, il red dot Design Award, il German Design Award, il premio "Goldene Unruh" della rivista tedesca Uhren Magazin, il premio del pubblico "Uhr des Jahres – Orologio dell’Anno" del giornale "Welt am Sonntag" e il Chrono Award austriaco.
Come prima marca non svizzera, dopo il premio per A. Lange & Söhne, a Nomos Glashütte è stato conferito il Grand Prix d’Horlogerie de Genève (GPHG) – l’Oscar dell’arte orologiaia.

## Altro
Dal 1906 al 1910 esisteva la "Nomos-Uhr-Gesellschaft, Guido Müller & Co.", un’impresa che importava orologi svizzeri per poi distribuirli con la molto prestigiosa (e proficua) dicitura "Glashütte/Sachsen". La società A. Lange & Söhne intraprese i necessari passi legali per impedire questa prassi commerciale, di conseguenza l’originaria società Nomos dovette cessare l’attività. Comunque, l’unica caratteristica che la "Nomos-Uhr-Gesellschaft" e la Nomos Glashütte/SA hanno in comune è la denominazione Nomos.